# Семья Масков
Семья Ма́сков — богатая семья южноафриканского происхождения, представители которой проживают в основном в США и Канаде. Самый известный представитель семьи — предприниматель и один из богатейших людей в мире Илон Маск.

## История
Прабабушка Илона Маска по отцовской линии была потомком голландских свободных бюргеров, первых голландских поселенцев на мысе Доброй Надежды, а по материнской линии семья восходит к семье Халдеманов из Швейцарии. Бабушка Илона Маска по отцовской линии была англичанкой из Ливерпуля, а дед по отцовской линии Уолтер Генри Дж. Маск был из числа британских иммигрантов в Южную Африку.
Отец Илона Маска, Эррол Маск, бывший южноафриканский инженер и застройщик, в 1980-х годах занимался изумрудным бизнесом и был членом Прогрессивной федеральной партии ЮАР.
Дедушка и бабушка Илона Маска по материнской линии, Виннифред Джозефина «Вин» (Флетчер) и Джошуа Норман Халдеман, были исследователями, которые жили в Южной Африке и Канаде и искали Затерянный город Калахари. Джошуа Халдеман возглавлял канадское отделение Технократического движения и был директором связанной с ним компании Technocracy Incorporated. А также политическим активистом, который баллотировался в Парламент Канады от Партии социального кредита Канады.

## Известные представители
- Эррол Маск (род. 25 мая 1946, Претория) — инженер, бизнесмен, торговец драгоценными камнями[3]
- Мэй Маск, урождённая Халдеман (род. 19 апреля 1948, Реджайна) — канадско-южноафриканская модель[9].
- Майкл Маск (род. 1952, Претория) — дерматолог, младший брат Эррола Маска[10], дядя Илона Маска[11].
- Илон Маск (род. 28 июня 1971, Претория) — американский предприниматель, инженер и миллиардер[12][13][14].
- Джастин Маск, урождённая Уилсон (род. 2 сентября 1972, Питерборо) — канадская писательница и первая жена Илона Маска[15].
- Кимбал Маск[англ.] (род. 20 сентября 1972 Претория) — южноафриканский ресторатор, шеф-повар и предприниматель[16].
- Тоска Маск (род. 20 июля 1974 Претория) — канадско-американская режиссёр, продюсер, исполнительная продюсер художественных фильмов, телевизионных программ и веб-контента[17].

### Расширенная семья
- Линдон Рив[англ.] (род. 22 января 1977 Претория) — южноафриканский бизнесмен,  соучредитель SolarCity и ее генеральный директор до 2016 года[18] (двоюродный брат Илона Маска, сын Кэй Халдеман)